# Trigonometrijske funkcije
Trigonometrijske funkcije dobile su ime po grani matematike, koja ih koristi za rješavanje trokuta, a koja se naziva trigonometrija.
Kada je kut, dakle argument ovih funkcija realan broj, tada su to funkcije sinus i kosinus, od kojih se izvode sve ostale. Od ostalih osnovnih funkcija kuta često su u upotrebi tangens, pa i kotangens, a rjeđe se sreću kosekans i sekans, i konačno najrjeđe sinus versus i kosinus versus. Kada je kut kompleksan broj tada funkcije kuta mogu prijeći u hiperboličke funkcije.
Inverzne trigonometrijske funkcije zovu se ciklometrijske funkcije i arkus-funkcije, tj. funkcija-1.

## Definicija
Trigonometrijske su funkcije sinus (sin), kosinus (cos), tangens (tg), kotangens (ctg), sekans (sec) i kosekans (csc).
Svaka od funkcija pruža omjer (kvocijent) dviju stranica u pravokutnom trokutu:
Sinus kuta uz vrh A jednak je kvocijentu nasuprotne katete i hipotenuze pravokutnog trokuta.
{\displaystyle \sin \alpha ={\frac {o}{h}}}
Kosinus kuta uz vrh A jednak je kvocijentu priležeće katete i hipotenuze pravokutnog trokuta. {\displaystyle \cos \alpha ={\frac {a}{h}}}
Tangens kuta uz vrh A jednak je kvocijentu nasuprotne i priležeće katete pravokutnog trokuta.
{\displaystyle \tan \alpha =tg\,\alpha ={\frac {o}{a}}}
(u praksi se rabe dvije notacije: tg i tan za tangens)

### Recipročne funkcije
Kotangens kuta uz vrh A jednak je kvocijentu priležeće i nasuprotne katete pravokutnog trokuta. 
{\displaystyle \cot \alpha =ctg\,\alpha ={\frac {1}{\tan \alpha }}={\frac {a}{o}}}
(u praksi se rabe dvije notacije: ctg i cot za kotangens)
Sekans kuta uz vrh A jednak je kvocijentu hipotenuze i priležeće stranice pravokutnog trokuta. {\displaystyle \sec \alpha ={\frac {1}{\cos \alpha }}={\frac {h}{a}}}
Kosekans kuta uz vrh A jednak je kvocijentu hipotenuze i nasuprotne stranice pravokutnog trokuta. {\displaystyle \csc \alpha ={\frac {1}{\sin \alpha }}={\frac {h}{o}}}
Sinus versus (ili versinus) je komplement kosinusu: 
{\displaystyle versin\,\alpha =1-\cos \alpha }
Kosinus versus (ili verkosinus) je komplement sinusu: {\displaystyle vercos\,\alpha =1-\sin \alpha }

## Inverzne trigonometrijske funkcije
Inverzne trigonometrijske funkcije su: arkussinus (arcsin), arkuskosinus (arccos), arkustangens (arctg), arcuskotangens (arcctg), arcussekans (arcsec) i arkuskosekans (arccsc).
Ako je poznat omjer (kvocijent) dviju stranica u pravokutnom trokutu, svaka od arkus funkcija nalazi vrijednost kuta:
Arkussinus kvocijenta nasuprotne katete i hipotenuze pravokutnog trokuta je kut uz vrh A: 
{\displaystyle \arcsin {\frac {o}{h}}=\alpha }
Arkuskosinus kvocijenta priležeće katete i hipotenuze pravokutnog trokuta jednak je kutu uz vrh A: {\displaystyle \arccos {\frac {a}{h}}=\alpha }
Arkustangens kvocijenta nasuprotne katete i priležeće stranice pravokutnog trokuta je kut uz vrh A: 
{\displaystyle \arctan {\frac {o}{a}}=\alpha }
Arkuskotangens kvocijenta priležeće katete i nasuprotne stranice pravokutnog trokuta jednak je kutu uz vrh A: {\displaystyle \operatorname {arccot} {\frac {a}{o}}=\alpha }